# Ернані Невіш
Ернані Невіш (порт. Hernâni Neves; нар. 2 листопада 1963, Моран) — португальський футболіст, що грав на позиції півзахисника.
Виступав, зокрема, за клуб «Бенфіка», а також національну збірну Португалії.

## Клубна кар'єра
Народився 2 листопада 1963 року в місті Моран. Вихованець футбольної школи клубу «Віторія» (Сетубал). Дорослу футбольну кар'єру розпочав 1982 року в основній команді того ж клубу, в якій провів три сезони, взявши участь у 15 матчах чемпіонату.
Згодом з 1985 по 1988 рік грав у складі команд клубів «Фаренсе» та «Віторія» (Сетубал).
Своєю грою за останню команду привернув увагу представників тренерського штабу клубу «Бенфіка», до складу якого приєднався 1988 року. Відіграв за лісабонський клуб наступні шість сезонів своєї ігрової кар'єри.
Протягом 1994—1996 років знову захищав кольори команди клубу «Віторія» (Сетубал).
Завершив професійну ігрову кар'єру у клубі «Деспортіво Бежа», за команду якого виступав протягом 1996—1997 років.

## Виступи за збірну
1987 року дебютував в офіційних матчах у складі національної збірної Португалії. Протягом кар'єри у національній команді провів у формі головної команди країни 2 матчі з різницею у три роки.

## Титули і досягнення
- Чемпіон Португалії (3):

«Бенфіка»: 1988-89, 1990-91, 1993-94
- Володар Кубка Португалії (1):

«Бенфіка»: 1992–93